# Gyulai Pál (történész)
Gyulai Pál (Bukarest, 1936. január 18. – Kolozsvár, 2007. augusztus 27.) romániai magyar történész, muzeológus.

## Életpályája
Gépipari középiskolát végzett Kolozsvárt (1953). Előbb a kolozsvári Herbák János Művekben s az Unirea Gépgyárban dolgozott (1954–58), majd a Babeș–Bolyai Tudományegyetemen történelem szakos diplomát szerzett (1963). Az Erdélyi Történelmi Múzeumban kezdte pályáját Kolozsvárt, főmuzeológusként a műemlék- és műtárgyvédelmi osztályon. A magyar tannyelvű 3. számú Matematika–Fizika Líceum diákjainak létai ásatásain 1978-tól szakmegbízottként vett részt.
Első írását az Utunk közölte (1960), szaktanulmányai a Revista Muzeelor, Acta Musei Napocensis, Apulum, Terra Nostra hasábjain jelennek meg; ismeretterjesztő történelmi publicisztikájával a Korunk, Utunk, Dolgozó Nő, Napsugár, Előre, Ifjúmunkás, Igazság, Falvak Dolgozó Népe hasábjain szerepelt, ezekben az eke történetével foglalkozik, beszámol a dobokai ásatásokról és kolozsvári leletmentéseiről, Dózsa György koronájáról, a székely nemzet pecsétjéről, a Vitéz Mihály korabeli ágyúöntésről.

## Művei
- Batiz. Monografia manufacturii de faianță fină (Bunta Magdával, C. Daicoviciu előszavával, Ștefan Pascu bevezetésével), Kolozsvár, 1971.
- Torma Zsófia levelesládájából (válogatás bevezetéssel és jegyzetekkel), 1972.
- Kincskeresők (válogatás a történelmi tárgyú hazai magyar gyermekirodalomból), 1973.

## Családja
Felesége, Jakab Anna (1954–2017) magyartanár. Három gyerekük született: Kati, Réka, Győző.